# Фелдшу, Това
Това Фелдшу (англ. Tovah Feldshuh, род. 27 декабря 1952) — американская актриса, певица и драматург, добившаяся наибольшего успеха благодаря выступлениям на бродвейской и офф-бродвейской сценах, зарабатывая четыре номинации на премию «Тони». За свою работу на телевидении Фелдшу дважды выдвигалась на «Эмми».

## Биография
Фелдшу родилась в Нью-Йорке, в еврейской семье домохозяйки Лилиан Каплан и юриста Сидни Фелдшу. У неё есть брат, драматург Дэвид Фелдшу, известный как автор отмеченной Пулитцеровской премией пьесы «Дети мисс Эверс». Она выросла в богатом пригороде Уэстчестера, Нью-Йорк, где окончила частный колледж Сары Лоуренс. Затем она практиковала актёрское мастерство под наставничеством Уты Хаген, а также обучалась в университете Миннесоты. В 1977 году Фелдшу вышла замуж на Нью-Йоркского прокурора Эндрю Харриса Леви, у них двое детей.
Фелдшу начала свою карьеру на театральной сцене под псевдонимом Терри Фэйрчайлд, но вскоре решила выступать под своим реальным еврейским именем. В 1973 году она дебютировала на бродвейской сцене в недолго просуществовавшем мюзикле «Сирано» с Кристофером Пламмером. Затем она сыграла главную роль в пьесе «Ентл», сперва поставленной на офф-бродвее, а в 1975 году и на бродвейской сцене. За игру в производстве Фелдшу в 1975 году выиграла премии «Драма Деск» и Theatre World Award, а также номинировалась на премию «Тони» за лучшую женскую роль в пьесе.
На бродвее Фелдшу в разные годы исполняла главные роли в постановках «Дрейфус на репетиции», «Роджерс и Харт», «Сарава», «Одолжите мне тенора» и «Клятва Ирены». Её наибольшим успехом можно считать роль Голды Меир в пьесе одной женщины «Балкон Голды», которая установила рекорд по продолжительности в своём жанре, длившись на Бродвее более двух лет. За роли в «Сарава», «Одолжите мне тенора» и «Балкон Голды», Фелдшу получила три дополнительные номинации на премию «Тони». Также эти роли принесли ей две «Драма Деск»; в 1989 и 2003 годах. В 2013 и 2014 годах она выступала в мюзикле «Пиппин», сменив поочередно в характерной роли Андреа Мартин и Энни Поттс. В дополнение Фелдшу сыграла обширный спектр ролей на офф-бродвейской сцене.
Фелдшу сыграла почти сто ролей на телевидении и в кино в период своей карьеры, охватывающей пять десятилетий. В 1976 году она начала сниматься в Нью-Йоркской мыльной опере «Надежда Райана», а в последующие годы брала на себя гостевые роли в сериалах «Шоу Боба Ньюхарта», «Семья», «Барнаби Джонс», «Лодка любви» и «Закон Лос-Анджелеса». В 1978 году она номинировалась на премию «Эмми» за лучшую женскую роль второго плана в мини-сериале или фильме за роль в мини-сериале «Холокост». С 1991 по 2007 год Фелдшу играла периодическую роль Даниэль Мельник, мощного адвоката защиты, в сериале NBC «Закон и порядок». Эта роль также принесла ей номинацию на «Эмми» в 2003 году. В 2011 году она повторила эту роль в эпизоде «Закон и порядок: Преступное намерение». В 2015 году Фелдшу присоединилась к сериалу AMC «Ходячие мертвецы», играя роль Дианы Монро, главы Александрии. Роль в оригинальном комиксе была изначально отведена мужчине.